# Rue Lisfranc
La rue Lisfranc est une voie du 20e arrondissement de Paris, en France.

## Situation et accès
La rue Lisfranc est une voie publique située dans le 20e arrondissement de Paris. Elle débute au 18, rue Stendhal et se termine au 21, rue des Prairies.

## Origine du nom

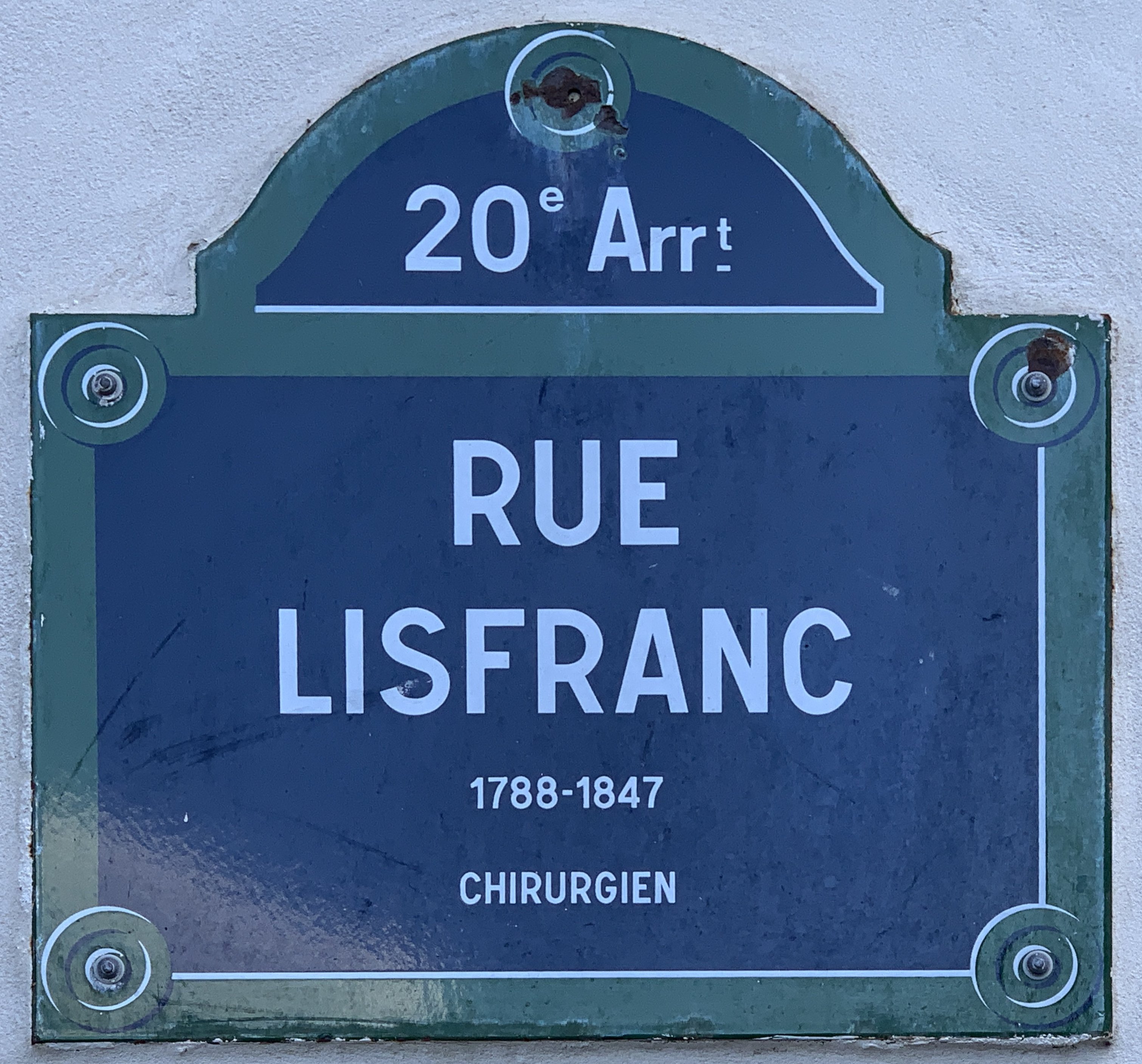
Plaque de la rue.

Elle honore le chirurgien français Jacques Lisfranc (1790-1847).

## Historique
Cette voie est indiquée sur le plan cadastral de 1812 de l'ancienne commune de Charonne à l'état de sentier qui fut nommé « sentier de traverse de la Cour-des-Noues » et « sentier des Landiers » puis « chemin de Ronde du Père-Lachaise » et « rue du Chemin de Ronde du Cimetière de l'Est ».
Par un arrêté du 3 juillet 1830, elle est classée dans la voirie de l'ancienne commune de Charonne comme sentier rural avant d'être classée dans la voirie parisienne en vertu du décret du 23 mai 1863 et de prendre sa dénomination actuelle par un décret du 10 février 1875.